# Marjan Marinc
Marjan Marinc, slovenski pisatelj, dramatik, gledališki igralec,  režiser in urednik, * 19. oktober 1921, Kamnik, † 20. december 1990, Ljubljana.

## Življenjepis
Marinc je med NOB sodeloval v partizanskem gledališču. Od leta 1952 do 1955 je bil režiser v novosadski operni hiši, nato do 1975 urednik zabavnih oddaj in režiser radijskih iger pri Radiu Ljubljana.

## Literarno delo
Marinc je že med NOB napisal več skečev s partizansko tematiko. Pozneje pa se je kot pisec posvetil radijski igri in gledališki komediji. Izmed gledaliških del, katera so uprizarjala predvsem amaterska gledališča je bila največkrat uprizorjena komedija Poročil se bom s svojo ženo (krstna predstava1960, natisnjena 1961). Med gledališkimi komedijami pa poleg že omenjene Poročil se bom s svojo ženo izstopajo še: Komedija o komediji, Muza na mansardi, Ljubezen v kovčku.
Napisal je več otroških radijskih iger, med katerimi so bile najuspešnejše: Maček, Mustafa, Žebljišek Špiček, Srebrni konj, Čarobni svinčnik, Rumeni bonboni, Pika in druge. Nekatere njegove radijske igre za otroke so izvajale tudi tuje radijske postaje. Radijska igra Krasen cirkus je izšla tudi v knjigi (1965). Med radijskimi igrami za odrasle pa so bile najbolj odmevne igre z družbenosatirično poanto: Weekend (1963), Nedeljsko kosilo (1966), Naslovna stran (1967).
Večino radijskih iger je Marinc tudi sam režiral in v njih igral.